# Ekeby församling, Visby stift
Ekeby församling var en församling i Visby stift, Gotlands kommun. Församlingen uppgick 2006 i Dalhems församling.
Församlingskyrka var Ekeby kyrka.

## Administrativ historik
Församlingen har medeltida ursprung.
Församlingen var till 1962 annexförsamling i pastoratet Barlingbo och Ekeby som 1 maj 1928 utökades med Endre och Hejdeby församlingar. Från 1962 till 2006 var församlingen annexförsamling i pastoratet Dalhem, Ganthem, Hörsne med Bara och Ekeby. Församlingen uppgick 2006 tillsammans med övriga församlingar i pastoratet i Dalhems församling.
Församlingskod var 098022.